# Donoyudan
Donoyudan is een bestuurslaag in het regentschap Sragen van de provincie Midden-Java, Indonesië. Donoyudan telt 3877 inwoners (volkstelling 2010).